# Usfahrt Oerlike
Usfahrt Oerlike (schweizerdeutsch für Ausfahrt Oerlikon) ist ein Spielfilm und Filmdrama um das Thema Sterbehilfe des Schweizer Doku-Regisseurs Paul Riniker aus dem Jahr 2015. Die Protagonisten sind die   Schweizer Schauspieler Jörg Schneider als Hans Hilfiker und Mathias Gnädinger als sein bester Freund Willi.

## Handlung
Hans Hilfiker (Jörg Schneider) vermag es körperlich und seelisch nicht, seinen altersschwachen Hund dem Tierarzt zum Einschläfern zu bringen. Sein bester Freund Willi (Mathias Gnädinger) kommt ihm zu Hilfe, denn Hilfikers Frau Martha ist vor zwei Jahren verstorben, und sein Sohn Beat (Daniel Rohr) lässt sich seither nicht mehr blicken. Hilfiker muss widerwillig in ein Altersheim nach einer Notfall-OP. Er will dort nicht bleiben, weil ihm sein Zuhause in Zürich-Oerlikon besser gefällt. Doch alleine kann er nicht einmal mehr die Stufen zu seiner Haustüre, geschweige den Rest des Alltags bewältigen. Lieber mit Pentobarbital, das ihm Willi verschaffen soll, die Ausfahrt aus dem Leben nehmen, als hilflos und langsam dem Tod im Altersheim entgegengehen, wünscht sich Hans. Willi überredet, besänftigt und ermuntert ihn, er solle sich aufs Leben konzentrieren. Willi kämpft selbst mit Gebrechen und versteht Hans nur allzu gut, weshalb er versucht, das tödliche Mittel zu organisieren, doch so einfach geht das auch in der Schweiz nicht. Willi bittet Hans’ Sohn Beat inständig, seinen Vater im Altersheim besuchen zu gehen, es sei wichtig für Hans, doch Beat macht nur eine Faust im Sack. Während der Wartezeit im Altersheim begegnet Hans verschiedenen Lebensgeschichten und ‑haltungen auch gegenüber dem Tod, unter anderem jenen von Emilie Brütsch (Heidi Maria Glössner), die, noch relativ jung, sich in der Gesellschaft des Altersheims wohlfühlt. Diese stimmen ihn nicht um. Erst als sein Sohn, neidisch auf seines Partners gute Erinnerungen an Hans, doch im Altersheim auftaucht, besinnt sich Hans aufs Neue.

## Produktion
Gemäss Riniker kam Thomas Hostettler auf ihn zu mit der Idee, dessen Theaterstück Exit zu einem Spielfilm zu verfilmen. Da fiel ihm auch gleich ein, dass Jörg Schneider die Rolle des Hauptdarstellers und Mathias Gnädinger jene des besten Freunds spielen sollen.
«Fast drei Jahre später lag die Endfassung des Drehbuchs von Christa Capaul vor, der Film Usfahrt Oerlike war finanziert, der Drehbeginn auf Ende Mai 2014 geplant.» Nur dass Jörg Schneider todkrank im Spital lag, bedrohte das Projekt, doch Schneider wollte diesen Film drehen und schaffte es auch während sechs Wochen. Deshalb wurde auf unnötige Drehs verzichtet. Gnädinger sorgte sich rührend um Schneider. Der weitere Cast mit Beatrice Blackwell, Heidi Maria Glössner, Daniel Rohr u. a. fügte sich anschliessend in die Geschichte um die beiden Hauptfiguren ein.
Riniker, selber älter, sah sich in mehreren seiner Dokus und angesichts seiner eigenen Vergänglichkeit mit dem Tod konfrontiert. Die Frage, ob man sich von der Welt passiv oder aktiv verabschiedet, trieb ihn daher nicht zum ersten Mal um.
Ins Kino gelangte Usfahrt Oerlike in der Deutschschweiz am 29. Januar 2015. In Deutschland kam Ausfahrt Oerlikon erstmals am 22. Oktober 2015 an den Internationalen Hofer Filmtagen zur Aufführung.

## Veröffentlichung
Der Film wurde an den folgenden Filmfestivals gezeigt: Filmfestival Schaffhausen (25.03.2015 – 29.03.2015), Montreal World Film Festival (27.08.2015 – 07.09.2015), Solothurner Filmtage (22.01.2015 – 29.01.2015) und Internationale Hofer Filmtage (20.10.2015 – 25.10.2015).
Mit Stand vom Dezember 2021 hatten laut cinetrends.ch 81'656 Besucher den Kinofilm gesehen.

## Rezeption
Eduard Ulrich kritisiert an der Verfilmung von Hostettlers Theaterstück Exit, dass sie «nicht den Hauch einer Kontroverse dieses umstrittenen Weges» zulasse. Zudem konstatiert er, dass der Film zum Vermächtnis des todkranken Jörg Schneider und des ebenfalls gesundheitlich schwer angeschlagenen Mathias Gnädinger werde. Diese beiden seien so hervorragende Schauspieler, dass sie vermutlich die Rollen besser gespielt hätten, als das Drehbuch ihnen vorschrieb. Der Film wird von Ulrich mit 2 von 5 Punkten bewertet. Die NZZ bezeichnet Jörg Schneider und Mathias Gnädinger als «neues Traumpaar des Schweizer Films».
Kati Moser ist derselben Meinung, indem sie im Filmtipp der Schweizer Illustrierten schreibt, die beiden Hauptdarsteller seien eine Wucht.
Dass der Film zum Vermächtnis geworden ist, bewahrheitete sich: Der Tod holte beide ein, Mathias Gnädinger verstarb im April 2015, weshalb gemäss Riniker keine weitere, beabsichtigte Sequenz gespielt werden konnte, und Jörg Schneider, der bereits während der Dreharbeiten 2014 an einem Leberkrebs litt, im August 2015.
In der Filmkritik auf Outnow heisst es unter dem Titel «Zwei wie Pech und Pentobarbital», dass zu viele Erzählstränge aufgegriffen und diese oberflächlich abgehandelt würden. Der Film verpuffe viel Potenzial, was ihn in die graue Masse des Durchschnitts abfallen lasse. Dementsprechend fällt die Bewertung mit 3.5/6 aus.

## Auszeichnungen
Prix du Public 2015 an den Solothurner Filmtagen.